# 윈도우 10에 대한 비판
마이크로소프트가 2015년 7월 29일에 출시한 사유 운영체제인 윈도우 10은 비평가와 사용자들로부터 비판을 받아왔다. 주로 개인 정보 보호에 관한 문제로 인해 다양한 그룹으로부터 여러 가지 부정적인 평가를 받았다.

## 일반적인 비판
비평가들은 윈도우 10이 프리미엄 (사업 모형) 서비스를 크게 강조하고 다양한 광고 기능을 포함하고 있다고 지적했다. 일부 언론은 이러한 기능이 무료 업그레이드 제공의 숨겨진 "비용"이라고 보았다. 예를 들어, 미디어 상점, 마이크로소프트 365, 마이크로소프트 솔리테어 컬렉션과 같은 번들 게임의 유료 기능, 시작 메뉴에 "추천" 앱 홍보를 표시하고 잠금 화면에 광고를 포함할 수 있는 "팁"을 표시하는 기본 설정, 레드스톤 2 빌드에서 파일 탐색기에 표시되는 마이크로소프트 365 구독 광고, 그리고 다른 브라우저가 기본값으로 설정되어 있을 때 마이크로소프트 엣지 웹 브라우저를 홍보하는 알림 등이 있다.

### 업데이트 시스템
윈도우 10 홈은 누적 업데이트, 보안 패치, 드라이버를 포함한 모든 업데이트를 자동으로 다운로드하도록 영구적으로 설정되어 있으며, 사용자는 업데이트를 개별적으로 선택하여 설치하거나 설치하지 않을 수 없다. 마이크로소프트는 업데이트를 숨기고 재설치를 방지하는 데 사용할 수 있는 진단 도구를 제공하지만, 이는 이미 설치된 후 시스템을 재부팅하지 않고 제거한 경우에만 가능하다. 그러나 소프트웨어 계약은 특히 캐나다의 윈도우 10 사용자에게 인터넷 연결을 끊어 업데이트를 일시 중지할 수 있다고 명시하고 있다. 더 버지의 톰 워렌은 구글 크롬과 같은 웹 브라우저가 이미 이러한 자동 업데이트 시스템을 채택했음을 감안할 때, 이러한 요구 사항이 모든 윈도우 10 장치를 안전하게 유지하는 데 도움이 될 것이라고 생각했으며, "최신 윈도우 서비스 팩으로 업그레이드하지 못했거나 악성 코드가 윈도우 업데이트를 비활성화하여 가족 구성원이 기술 지원을 요청하는 데 익숙하다면 그런 시대는 바라건대 끝날 것입니다."라고 말했다.
이러한 변경으로 인해 사용자가 결함이 있거나 특정 시스템 구성에 문제를 일으키는 업데이트의 자동 설치를 건너뛸 수 없게 될 것이라는 우려가 제기되었다.틀:Nsmdns 비록 빌드 업그레이드도 윈도우 참가자 프로그램을 통해 공개 베타 테스트 대상이 될 것이지만 말이다. 또한 이전에 "선택 사항"으로 지정되었던 윈도우 업데이트를 통한 드라이버 업데이트의 강제 설치가 윈도우 업데이트와 독립적으로 설치된 드라이버와 충돌을 일으킬 수 있다는 우려도 있었다. 이러한 상황은 운영 체제의 일반 출시 직전에 발생했으며, 윈도우 업데이트를 통해 윈도우 10 사용자에게 자동으로 푸시된 엔비디아 그래픽 카드 드라이버가 특정 기능의 사용을 방해하거나 시스템이 전혀 부팅되지 않도록 하는 문제를 일으켰다.
마이크로소프트가 윈도우 10 누적 업데이트 내용에 대한 세부 정보를 더 이상 제공하지 않기로 한 결정에 대해서도 비판이 제기되었다. 2016년 2월 9일, 마이크로소프트는 이 결정을 번복하고 윈도우 웹사이트에서 누적 업데이트에 대한 릴리스 노트를 제공하기 시작했다.
윈도우 10은 주요 업데이트 후 사용자 허락 없이 파일을 삭제하는 것으로도 비판을 받았다. 이는 업그레이드 과정의 버그(현재 해결됨), 새 버전의 윈도우와 호환되지 않는 것으로 간주되어 제거되는 프로그램, 윈도우 10으로 업그레이드할 때 설정이 제대로 전파되지 않은 경우, 또는 파일에서 악성 코드가 감지된 경우 등 여러 가지 원인이 있을 수 있다. 일부 사용자는 11월 업그레이드 설치 중 특정 애플리케이션(특히 CPU-Z 및 Speccy와 같은 유틸리티 프로그램)이 업그레이드 과정에서 자동으로 제거되었고, 일부 기본 프로그램은 경고 없이 마이크로소프트가 지정한 기본값(예: 사진 앱, PDF 보기용 마이크로소프트 엣지)으로 재설정되었다고 보고했다. 애플리케이션 EXE 파일은 업데이트 중에 자동으로 삭제되는 경우가 많았다.
Anniversary Update("Redstone") 출시와 함께 추가적인 문제들이 발견되었다. 일부 기기가 멈추는 버그(2016년 8월 31일 출시된 누적 업데이트 KB3176938로 해결됨)와 윈도우가 웹캠을 처리하는 방식에 대한 근본적인 변경으로 인해 많은 웹캠이 작동을 멈춘 문제 등이 있었다.

### 배포 관행
마이크로소프트는 애드웨어와 유사한 행동, 기만적인 사용자 인터페이스를 사용하여 사용자를 운영 체제 설치로 유도하는 것, 사용자 동의 없이 설치 파일을 다운로드하는 것, 그리고 10으로 업그레이드하지 않으려는 사용자가 광고 및 알림을 억제하기 어렵게 만드는 것 등 윈도우 10 무료 업그레이드 캠페인을 홍보하기 위해 사용한 전술에 대해 비판을 받았다. 업그레이드 제안은 "윈도우 10 얻기"(GWX) 애플리케이션을 사용하여 마케팅되고 시작되었으며, 이 애플리케이션은 2015년 3월 윈도우 업데이트를 통해 처음 다운로드 및 설치되었다. 레지스트리 키와 그룹 정책 설정을 사용하여 GWX 메커니즘을 부분적으로 비활성화할 수 있었지만, 윈도우 업데이트를 통해 GWX 소프트웨어에 대한 패치를 설치하면 이러한 키가 기본값으로 재설정되어 소프트웨어가 다시 활성화될 수 있었다. GWX를 비활성화하는 데 도움이 되는 타사 프로그램도 만들어졌다.
2015년 9월, 마이크로소프트가 호환되는 모든 윈도우 7 또는 8.1 컴퓨터에 윈도우 10 설치 파일을 자동으로 다운로드하도록 트리거하고 있으며, 이는 업그레이드를 명시적으로 요청했는지 여부와 관계없이 업데이트를 자동으로 다운로드 및 설치하도록 구성된 컴퓨터에 해당한다는 보고가 있었다. 마이크로소프트는 이러한 변경을 공식적으로 확인하며, "설치 시간을 단축하고 장치 준비 상태를 보장하는 업계 관행"이라고 주장했다. 이 움직임은 데이터 용량 제한이 있거나 저장 용량이 낮은 장치를 가진 사용자들로부터 비판을 받았다. 최대 6 GB의 데이터를 자동으로 다운로드하여 리소스를 소모했기 때문이다. 다른 비평가들은 마이크로소프트가 사용자 동의 없이 윈도우 10 설치 파일의 다운로드를 시작해서는 안 된다고 주장했다.
2015년 10월, 윈도우 10이 윈도우 업데이트 인터페이스에 "선택 사항" 업데이트로 나타나기 시작했지만, 일부 시스템에서는 설치를 위해 미리 선택되어 있었다. 마이크로소프트 대변인은 이것이 실수이며, 다운로드가 더 이상 기본적으로 미리 선택되지 않을 것이라고 말했다. 그러나 2015년 10월 29일, 마이크로소프트는 2016년 언젠가 윈도우 10을 윈도우 업데이트 인터페이스에서 "권장" 업데이트로 분류할 계획이라고 발표했으며, 이는 설치 파일의 자동 다운로드와 설치 선택을 위한 일회성 프롬프트가 나타나도록 할 것이다. 2015년 12월, 새로운 광고 대화 상자가 나타나기 시작했으며, "지금 업그레이드" 및 "오늘 밤 업그레이드" 버튼만 포함하고 닫기 버튼 외에 설치를 거부할 명확한 방법이 없다고 보고되었다.
2016년 3월, 일부 사용자들은 자신들의 윈도우 7 및 8.1 기기가 동의 없이 자동으로 10으로 업그레이드되기 시작했다고 주장하기도 했다. 2016년 6월, GWX 대화 상자의 동작이 변경되어 창을 닫는 것이 예약된 업그레이드에 대한 동의를 의미하게 되었다. 그럼에도 불구하고, 인포월드 편집자는 업그레이드가 어떤 동의 없이 시작되었다는 주장에 이의를 제기했다. 테스트 결과, 윈도우 10으로의 업그레이드는 사용자가 설치 프로그램이 제시하는 소프트웨어 사용권 동의서 (EULA)에 동의해야만 시작되며, 동의하지 않으면 결국 윈도우 업데이트가 오류와 함께 시간 초과되어 설치 시도가 중단될 것이라고 나타났다. 이러한 사용자들은 업그레이드가 시작될 것이라는 것을 완전히 알지 못한 채 "동의" 프롬프트를 무의식적으로 클릭했을 수 있다고 결론지었다. 2016년 12월, 마이크로소프트 최고 마케팅 책임자인 크리스 카포셀라는 이 전술을 사용함으로써 회사가 "너무 멀리 갔다"고 인정하며, "보안 관점에서 사람들이 윈도우 10을 실행하기를 원한다는 것을 알고 있지만, 너무 공격적이라는 선을 넘지 않는 적절한 균형을 찾는 것은 우리가 시도했던 것이며, 올해 대부분 우리는 그것을 올바르게 해냈다고 생각한다"고 말했다.
2016년 1월 21일, 마이크로소프트는 OS 출시 직후 그녀의 컴퓨터가 동의 없이 윈도우 10으로 업그레이드를 시도한 사용자에게 소액 재판에서 소송을 당했다. 업그레이드는 실패했고, 그녀의 컴퓨터는 이후 불안정한 상태가 되어 여행사 운영 능력을 방해했다. 법원은 사용자에게 유리한 판결을 내리고 10,000달러의 손해배상을 판결했지만, 마이크로소프트는 항소했다. 그러나 2016년 5월, 마이크로소프트는 항소를 취하하고 손해배상을 지불하기로 했다. 소송이 시애틀 타임스에 보도된 직후, 마이크로소프트는 무료 윈도우 10 업그레이드 거부 옵션을 더욱 명확하게 추가하기 위해 GWX 소프트웨어를 다시 업데이트하고 있다고 확인했다. 최종 알림은 무료 업그레이드 제공 기간의 임박한 종료를 사용자에게 알리는 전체 화면 팝업 창이었으며, "나중에 다시 알림", "다시는 알리지 않음", "세 번 더 알림" 옵션을 포함했다.

### 개인 정보 보호 및데이터 수집
옹호론자와 다른 비평가들은 윈도우 10의 개인 정보 보호 정책과 고객 데이터 수집 및 사용에 대해 우려를 표명했다. 기본 "Express" 설정에서 윈도우 10은 사용자 연락처, 캘린더 데이터, 섀시 색상을 포함한 컴퓨터의 외관 및 "관련 입력 데이터"를 수집하여 "음성, 타이핑, 잉크 입력"을 개인화하고, 인식 개선을 위해 타이핑 및 잉크 데이터를 수집하고, 분석 및 광고 개인화를 위한 고유한 "광고 ID"를 앱이 사용하도록 허용하며 (윈도우 8.1에서 도입된 기능) 앱이 사용자의 위치 데이터를 요청하고 이 데이터를 마이크로소프트 및 "신뢰할 수 있는 파트너"에게 전송하여 위치 감지를 개선하도록 허용하는 등 다양한 정보를 마이크로소프트 및 기타 당사자에게 보내도록 구성되어 있다 (윈도우 8은 위치 데이터 수집이 "신뢰할 수 있는 파트너"를 포함하지 않는다는 점을 제외하고 유사한 설정을 가지고 있었다). 사용자는 이 데이터 수집의 대부분을 거부할 수 있지만, 오류 보고 및 사용을 위한 원격 분석 데이터도 마이크로소프트에 전송되며, 이는 윈도우 10의 비엔터프라이즈 버전에서는 비활성화할 수 없다. 코타나 지능형 개인 비서를 사용하는 것도 기능 개인화를 위해 "장치 위치, 캘린더 데이터, 사용하는 앱, 이메일 및 문자 메시지 데이터, 누구에게 전화하는지, 연락처 및 장치에서 이들과 얼마나 자주 상호 작용하는지"와 같은 데이터 수집을 요구한다.
Rock, Paper, Shotgun의 작가 알렉 미어는 마이크로소프트의 이러한 데이터 수집 의도가 투명성이 부족하다고 주장하며 "정책 문서 45페이지와 13개의 다른 설정 화면 및 외부 웹사이트에 분산된 옵트아웃 설정이 '진정한 투명성'을 구성하는 세상은 없다"고 말했다. ExtremeTech는 이전에는 유사한 구글의 데이터 수집 전략에 대해 캠페인을 벌였던 마이크로소프트가 "이제 구글도 부러워할 방식으로 당신의 데이터를 빨아들인다"고 지적했다. 그러나 고객 데이터의 방대한 사용이 클라우드 컴퓨팅 및 기타 형태의 외부 처리, 그리고 구글 나우 및 Siri와 같은 모바일 장치 서비스에 대한 유사한 데이터 수집 요구 사항에 대한 의존도 증가와 함께 표준이 되었다는 점도 지적되었다. 2015년 8월, 러시아 정치인 니콜라이 레비체프는 윈도우 10이 사용자 데이터를 미국 서버로 전송하기 때문에 러시아 정부에서 윈도우 10 사용을 금지할 것을 요구했다(모든 온라인 서비스가 러시아 사용자 데이터를 국내 서버에 저장하지 않으면 차단되도록 요구하는 연방 법률은 2016년 9월에 발효되었다).
ZDNet에 기고한 에드 보트(Ed Bott)는 윈도우 10의 개인 정보 보호에 대한 기업들의 불만이 없다는 것은 "2015년에는 그러한 개인 정보 보호 약관이 얼마나 지극히 정상적인지를 나타내는 것"이라고 말했다. 컴퓨터월드 사설에서 프레스턴 그라야(Preston Gralla)는 "윈도우 10이 수집하는 정보의 종류는 다른 운영 체제가 수집하는 정보와 다르지 않다. 그러나 마이크로소프트는 다른 회사와 다른 기준을 적용받고 있다"고 말했다.
마이크로소프트 서비스 계약에는 회사의 온라인 서비스가 자동으로 "소프트웨어 업데이트 또는 구성 변경을 다운로드할 수 있으며, 여기에는 서비스 액세스, 위조 게임 플레이 또는 승인되지 않은 하드웨어 주변 장치 사용을 방지하는 업데이트도 포함됩니다."라고 명시되어 있다. 비평가들은 이 진술을 마이크로소프트가 윈도우 10을 실행하는 장치에 설치된 라이선스 없는 소프트웨어를 검색하고 삭제할 것이라는 의미로 해석했다. 그러나 다른 사람들은 이 계약이 마이크로소프트 계정, 마이크로소프트 365, 스카이프, 그리고 엑스박스 라이브와 같은 마이크로소프트 온라인 서비스에만 해당되며, 해당 구절은 엑스박스 콘솔 및 퍼스트 파티 게임의 디지털 권리 관리를 의미할 가능성이 높으며, 윈도우 10 PC에 설치된 불법 복제 비디오 게임을 단속하려는 계획이 아니라고 지적했다. 그럼에도 불구하고 일부 토렌트 트래커는 윈도우 10 사용자들을 차단할 계획을 발표했으며, 또한 운영 체제가 마이크로소프트와 제휴된 불법 복제 방지 그룹에 정보를 보낼 수 있다고 주장했다. 이러한 주장에 대해 ZDNet의 에드 보트(Ed Bott)는 마이크로소프트의 개인 정보 보호 정책을 애플 및 구글의 것과 비교하며 "마이크로소프트 서비스 계약, 윈도우 라이선스 계약... 그리고 마이크로소프트 개인 정보 보호 정책을 신중하게 읽어본 결과, 빅 브라더스와 유사한 것은 전혀 보이지 않는다"고 결론지었다. 칼럼니스트 킴 코만도는 "마이크로소프트는 미래에 보안 위협으로 간주되는 소프트웨어 또는 하드웨어를 스캔하고 비활성화할 수 있다"고 주장했으며, 이는 윈도우 10 업데이트 정책과 일치한다.
10 출시 이후, 마이크로소프트가 "권장" 패치를 통해 윈도우 7 및 윈도우 8에 추가 "텔레메트리" 기능을 추가하여 운영 체제의 강화된 데이터 수집 기능을 백포팅했다는 주장도 제기되었다. 이 업데이트에 "진단 추적 서비스"가 추가된 것은 마이크로소프트의 기존 고객 경험 개선 프로그램(문제 해결을 위해 마이크로소프트에 추가 진단 정보를 전송하는 선택적 프로그램)과 응용 프로그램 경험 서비스(일반적으로 타사 소프트웨어 호환성 요청을 위한 것)에 특별히 연결되어 있다. 이는 2016년 이후 다양한 업데이트의 일부로 다양한 DLL을 포함하고 텔레메트리 서비스 실행 파일(모두 윈도우 10 빌드와 관련된 버전이 있음)을 추가함으로써 이루어졌다.
데이터 수집 기능은 최종 사용자 라이선스 계약에 따라 개인 정보, 검색 기록, 이메일, 채팅, 영상 통화, 음성 메일, 사진, 문서, 개인 파일 및 키 스트로크를 분석을 위해 마이크로소프트로 전송할 수 있다. 마이크로소프트의 서비스 약관은 다음과 같이 업데이트되었다.
| “ | 당사는 고객을 보호하거나 서비스 이용 약관을 시행하기 위해 필요하다고 선의로 판단되는 경우 귀하의 콘텐츠(예: 이메일, 기타 개인 통신 또는 개인 폴더의 파일 콘텐츠)를 포함하여 개인 데이터에 액세스하고 공개하며 보존할 것입니다. | ” |

2017년 10월, 네덜란드 데이터 보호 당국은 윈도우 10의 개인 정보 보호 정책이 네덜란드 법률을 준수하지 않는다는 불만을 제기했다. 마이크로소프트가 "전체" 텔레메트리 수준에서 어떤 정보가 수집되고 어떻게 처리되는지에 대한 충분한 정보를 제공하지 않는다고 주장했기 때문이다. 마이크로소프트는 "전체" 텔레메트리 수준에 대한 공개가 부족하다는 주장에 이의를 제기했으며, DDPA와 협력하여 "적절한 해결책을 찾고 있다"고 밝혔다.

## 반독점 문제
2016년 11월, 카스퍼스키 랩은 러시아에서 마이크로소프트 디펜더 바이러스 백신이 운영 체제와 함께 번들로 제공되는 것에 대해 반독점 불만을 제기하며, 마이크로소프트가 자사의 사내 바이러스 검사 소프트웨어를 다른 공급업체의 소프트웨어보다 선호하기 위해 지위를 남용하고 있다고 주장했다. 2017년 6월, 카스퍼스키는 유럽 연합 집행위원회에 또 다른 불만을 제기하며, 마이크로소프트가 윈도우 10에서 타사 바이러스 검사 소프트웨어 사용을 방해하고 "열등한" 마이크로소프트 디펜더를 옹호하며, 업그레이드 중에 타사 바이러스 검사 소프트웨어를 강제로 제거하고, 바이러스 검사 개발자에게 각 새로운 윈도우 10 업그레이드에 대해 소프트웨어를 인증할 충분한 시간을 제공하지 않는다고 비난했다. 마이크로소프트는 회사가 "안티멀웨어 공급업체와 깊이 협력하고 있으며, 그들의 피드백을 해결하기 위한 여러 조치를 취했다"고 말하며, 카스퍼스키 경영진과 특정 우려 사항을 논의하기 위해 만남을 제안했다고 밝혔다.
2017년 6월 21일, 마이크로소프트는 "크리에이터스 업데이트" 이후 윈도우 10이 기능 업데이트 설치 시 현재 버전이 호환되지 않는 것으로 간주될 경우 사용자에게 바이러스 검사 소프트웨어를 일시적으로 비활성화하라는 메시지를 표시할 수 있으며, 업데이트 완료 후 운영 체제가 사용자에게 관련 소프트웨어 업데이트를 안내할 것이라고 확인하는 블로그 게시물을 발표했다. 마이크로소프트는 공급업체와 협력하여 업데이트와 소프트웨어의 호환성 테스트를 수행했으며, "소프트웨어의 어떤 버전이 호환되는지, 업데이트 후 고객을 어디로 안내할지 지정"했다고 밝혔다. 마이크로소프트는 이러한 노력의 결과로 윈도우 10 사용자 중 약 95%가 "윈도우 10 크리에이터스 업데이트와 이미 호환되는 바이러스 검사 응용 프로그램을 설치했다"고 보고했다. 마이크로소프트는 윈도우 디펜더가 장치에 다른 보안 소프트웨어가 설치되어 있지 않거나, 보안 소프트웨어가 구독이 만료되었다고 보고하는 경우에만 작동한다고 명확히 밝혔다.
2018년 여름, 윈도우 10 인사이더 업데이트는 크롬이나 파이어폭스와 같은 다른 웹 브라우저의 설치를 막는 기능으로 극심한 비난을 받았다. 이 기능은 사용자에게 이미 마이크로소프트 엣지가 있으므로 브라우저를 변경할 필요가 없다고 알렸다. 이 기능은 이후 제거되었고 공식 업데이트에서는 출시되지 않았다.

## 같이 보기
- 윈도우 XP에 대한 비판
- 윈도우 비스타의 개발
- 마이크로소프트에 대한 비판
- 마이크로소프트 윈도우에 대한 비판
- 마이크로소프트 윈도우의 번들